# El Capulín (Salvatierra)
El Capulín es una localidad del estado mexicano de Guanajuato. Es parte del municipio de Salvatierra.

## Demografía
| Gráfica de evolución demográfica |
|                                  |

| Censo | Población |
| ----- | --------- |
| 1900  | 520       |
| 1910  | 585       |
| 1921  | 461       |
| 1930  | 444       |
| 1940  | 696       |
| 1950  | 736       |
| 1960  | 957       |
| 1970  | 1 341     |
| 1980  | 1 791     |
| 1990  | 1 716     |
| 2000  | 1 399     |
| 2010  | 1 249     |
| 2020  | 1 209     |